# Triple H (groupe)
Ne doit pas être confondu avec Triple H.
Triple H (en coréen : 트리플 H) est un trio formé par Cube Entertainment en 2017, qui se compose de la chanteuse Hyuna et les membres de Pentagon Hui et E'Dawn. Ils ont sorti leur premier extended play 199X le 1er mai 2017. Ils se sont séparés en novembre 2018.

## Membres
- Hyuna (coréen : 현아) née Kim Hyun-ah (김현아) le 6 juin 1992 (32 ans) dans Sudogwon, en Corée du Sud.
- Hui (coréen : 후이) né Lee Hoe-taek (이회택) le 28 août 1993 (31 ans) à Gwacheon, en Corée du Sud.
- E'Dawn (coréen : 이던) né Kim Hyo-jong (김효종) le 1er juin 1994 (30 ans) en Jeolla du Sud, en Corée du Sud.

## Carrière

### 2017-2018: Formation et débuts avec199X
En mars 2017, Cube Entertainment annonce que Hyuna a formé une nouvelle sous-unité avec d'autres artistes du label, qui débuterait en mai. Le 4 avril, Cube Entertainment annonce que Hui et E'Dawn du groupe Pentagon sont les autres membres de la sous-unité, nommée Triple H,. Le même jour, Cube TV révèle une nouvelle télé-réalité intitulée Triple H Fun Agency,.
Le 12 avril, Cube Entertainment révèle la première image concept teaser du groupe. Le 27 avril, un extrait audio est publié. Les trois jours suivants, Cube Entertainment a dévoilé des vidéoclips teaser de 365 Fresh pour Hyuna, Hui et E'Dawn,,.
Le 1er mai, leur premier EP 199X sort, ainsi que le single 365 Fresh et son vidéoclip.
Le 18 juillet 2018, ils sortent leur second EP Retro Futurism, avec le clip vidéo de Retro Future.
Ils se séparent en novembre 2018, à la suite du scandale de la relation entre Hyuna et E'Dawn, à la suite duquel ils quitteront Cube Entertainement et rejoindront en janvier 2019  P-Nation.

## Discographie

### Mini-albums (EPs)
| Titre                                                                              | Détails de l’album | Meilleures positions | Meilleures positions | Ventes                 |
| Titre                                                                              | Détails de l’album | COR,                 | US World,            | Ventes                 |
| ---------------------------------------------------------------------------------- | --- | -------------------- | -------------------- | ---------------------- |
| 199X                                                                               | - Date de sortie : 1er mai 2017 - Labels : Cube Entertainment, LOEN Entertainment - Formats : CD, téléchargement numérique    | 4                    | 10                   | - COR : plus de 5 157  |
| Retro Futurism                                                                     | - Date de sortie : 18 juillet 2018 - Labels : Cube Entertainment, LOEN Entertainment - Formats : CD, téléchargement numérique | 8                    | —                    | - COR : plus de 11 605 |
| "—" signifie que l’album ne s'est pas classé ou n'est pas sorti dans cette région. | |                      |                      |                        |

### Singles
| Titre                                                                               | Année | Meilleures positions | Meilleures positions | Ventes                  | Album          |
| Titre                                                                               | Année | COR,                 | US World,            | Ventes                  | Album          |
| ----------------------------------------------------------------------------------- | ----- | -------------------- | -------------------- | ----------------------- | -------------- |
| 365 Fresh                                                                           | 2017  | 81                   | 7                    | - COR : plus de 44,260, | 199X           |
| Retro Future                                                                        | 2018  | —                    | 16                   | NC                      | Retro Futurism |
| "—" signifie que le titre ne s'est pas classé ou n'est pas sorti dans cette région. |       |                      |                      |                         |                |